# Органические озониды
Органические озониды — продукты взаимодействия озона с алкенами.

## Получение
При пропускании газообразного озона через раствор алкена в тетрахлорметане при температуре ниже 20 градусов Цельсия образуется озонид.
{\displaystyle {\mathsf {H_{2}C{\text{=}}CH_{2}+O_{3}\rightarrow C_{2}H_{4}O_{3}}}}-«Озонид этилена»
Озониды неустойчивы. Они подвергаются гидролизу с образованием альдегидов или кетонов:
{\displaystyle {\mathsf {C_{2}H_{4}O_{3}+H_{2}O\rightarrow 2CH_{2}O+H_{2}O_{2}}}}
Формальдегид частично реагирует с пероксидом водорода, образуя муравьиную кислоту.
{\displaystyle {\mathsf {HCHO+H_{2}O_{2}\rightarrow HCOOH+H_{2}O}}}
Органические озониды образуются по механизму, который был предложен Р. Криге (R. Criegee):

Согласно этому механизму алкен (I) реагирует с озоном с образованием моль-озонида (II) — неустойчивого 1,2,3-триоксолана, распад которого приводит к «амфиону» (III) и карбонильному соединению (IV). Взаимодействие амфиона с карбонильным соединением приводит к образованию нормального озонида (V), дипероксидов и полимерных пероксидов.

## Свойства
Моль-озониды — малоустойчивые соединения, но их удалось выделить при низких температурах, а также наблюдать восстановление в гликоли:
Озониды нормального строения более устойчивы. В ИК-спектрах они имеют характеристические полосы в районе 980—110 см-1.
Озониды могут вступать в следующие реакции:
- Термического распада

- Восстановления

- Окисления